# Città regia (Polonia)

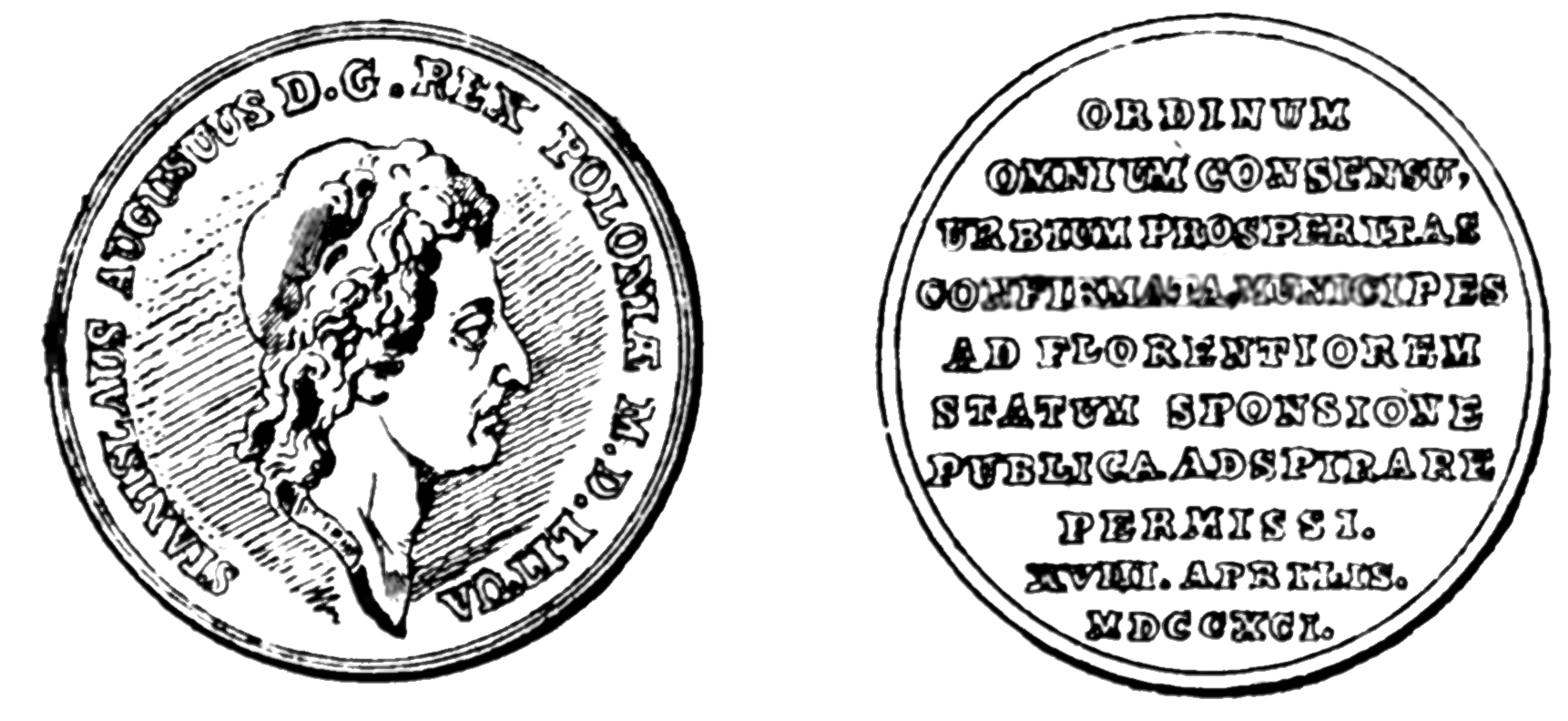
Medaglia commemorativa della Legge sulle libere città regie

Nella storia della Polonia, una città regia o città reale (in polacco: miasto królewskie) era un insediamento urbano all'interno delle terre della corona (polacco: królewszczyzna).
Le città reali più influenti godettero del diritto di voto durante il periodo delle elezioni libere in Polonia (1572-1791). Queste città erano Danzica, Varsavia, Cracovia, Poznań, Leopoli, Vilnius, Toruń, Lublino, Kamianets ed Elbląg. Altre importanti città reali includevano Gniezno (capitale ecclesiastica della Polonia ed ex capitale della prima Polonia medievale), Płock (ex capitale della Polonia medievale), Hrodna (posizione nel sejm accanto a Varsavia), Bydgoszcz e Piotrków (sedi del Tribunale della Corona accanto a Lublino).

## Legge delle città
Il 18 aprile 1791, il Grande Sejm adottò la Legge sulle libere città regie (titolo completo: "Miasta nasze królewskie wolne w państwach Rzeczypospolitej" - "Le nostre città regie libere negli Stati della Confederazione"), inclusa come Articolo III nella Costituzione del 3 maggio 1791.
La legge garantiva una serie di privilegi per i residenti delle città reali. Molti di questi privilegi e diritti erano già goduti dalle maggiori città reali e la legge eguagliò effettivamente tutte le città reali in questo senso. La legge incluse anche alcuni diritti precedentemente goduti solo dalla szlachta, la classe nobile della confederazione polacco-lituana.

## Città regie per regione

### Corona del Regno di Polonia

#### Grande Polonia

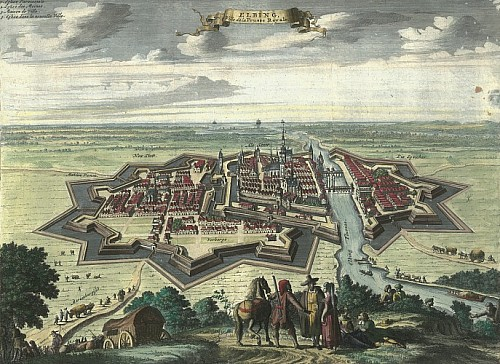
Elbląg nel XVIII secolo

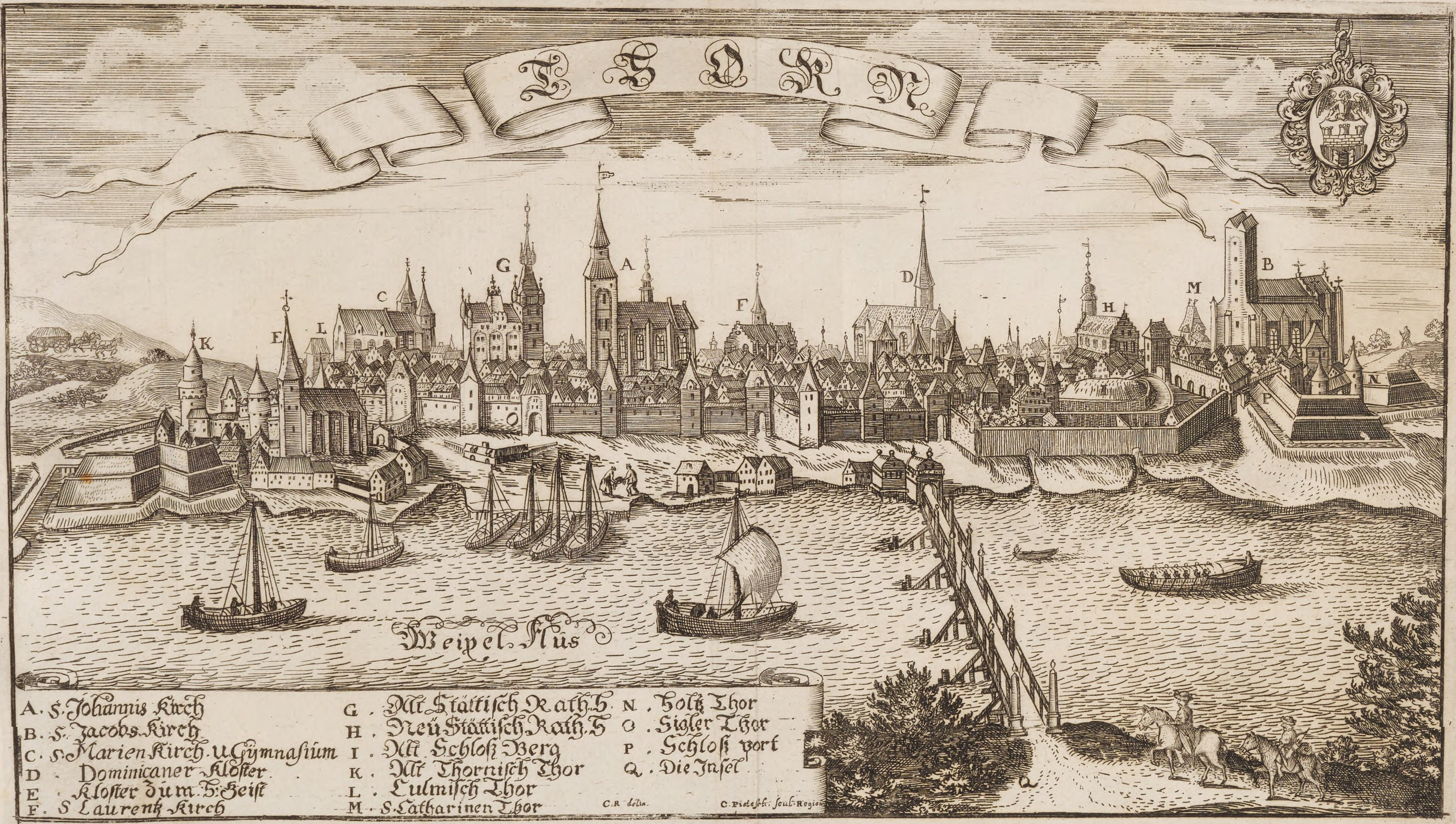
Toruń nel XVII secolo

- Babimost
- Bielsk
- Błonie
- Bolesławiec
- Bolimów
- Brdów
- Brodnica
- Brześć Kujawski
- Budzyń
- Bydgoszcz
- Chorzele
- Ciechanów
- Czersk
- Człopa
- Dąbie
- Dąbrowice
- Dobrzyń nad Wisłą
- Elbląg
- Garwolin
- Gąbin
- Danzica
- Gniezno
- Gostynin
- Goszczyn
- Grabów
- Grabów nad Prosną
- Grójec
- Inowłódz
- Inowrocław
- Janowo
- Kalisz
- Kamieńczyk
- Kamion
- Kcynia
- Kłecko
- Kłodawa
- Kolno
- Koło
- Konin
- Kopanica
- Kościan
- Kowal
- Kowalewo Pomorskie
- Latowicz
- Liw
- Łęczyca
- Łomża
- Maków Mazowiecki
- Mikstat
- Mława
- Mszczonów
- Nakło nad Notecią
- Nieszawa
- Nowa Brzeźnica
- Nowogród
- Nur
- Oborniki
- Odolanów
- Osieck
- Osmolin
- Ostrołęka
- Ostrów
- Ostrzeszów
- Pajęczno
- Piaseczno
- Piła
- Piotrków
- Płock
- Płońsk
- Pobiedziska
- Poznań
- Przasnysz
- Przedecz
- Pyzdry
- Radomsko
- Radziejów
- Radziłów
- Rawa
- Rogoźno
- Różan
- Rypin
- Serock
- Sieradz
- Skwierzyna
- Sochaczew
- Sochocin
- Solec
- Sompolno
- Stanisławów
- Stawiszyn
- Sulmierzyce
- Szadek
- Szczerców
- Śrem
- Środa Wielkopolska
- Toruń
- Tuszyn
- Wałcz
- Warka
- Varsavia
- Città Nuova di Varsavia
- Warta
- Wąsosz
- Wieluń
- Wiskitki
- Wizna
- Wschowa
- Wyszogród
- Zakroczym
- Zambrów
- Zgierz

#### Piccola Polonia

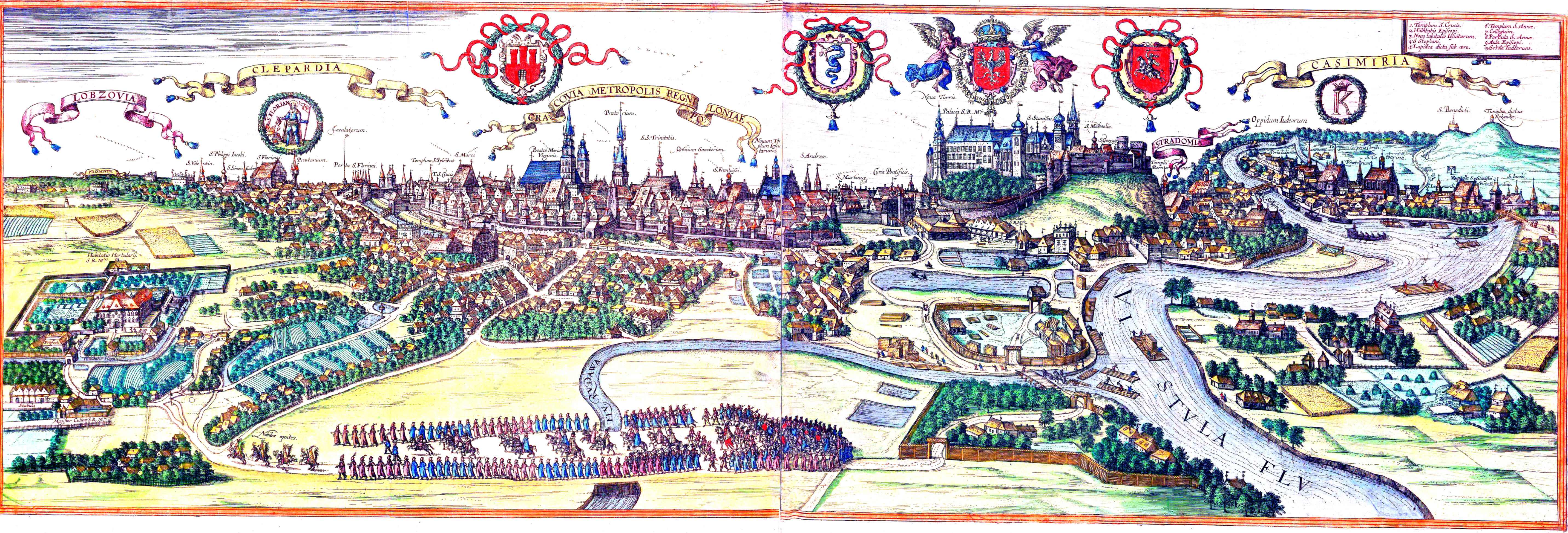
Cracovia, Kleparz e Kazimierz nel XVII secolo - agglomerato delle tre città reali

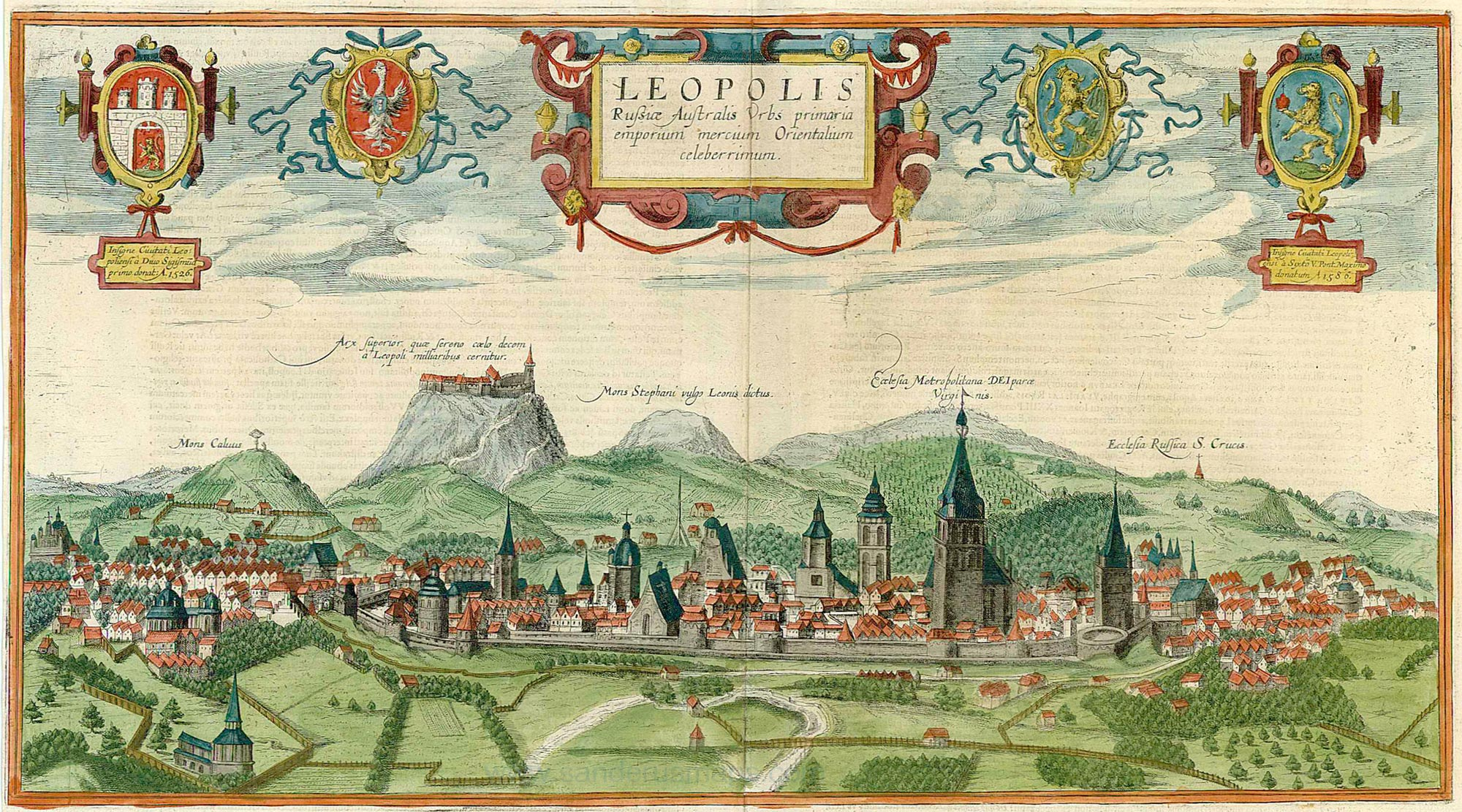
Leopoli nel XVII secolo

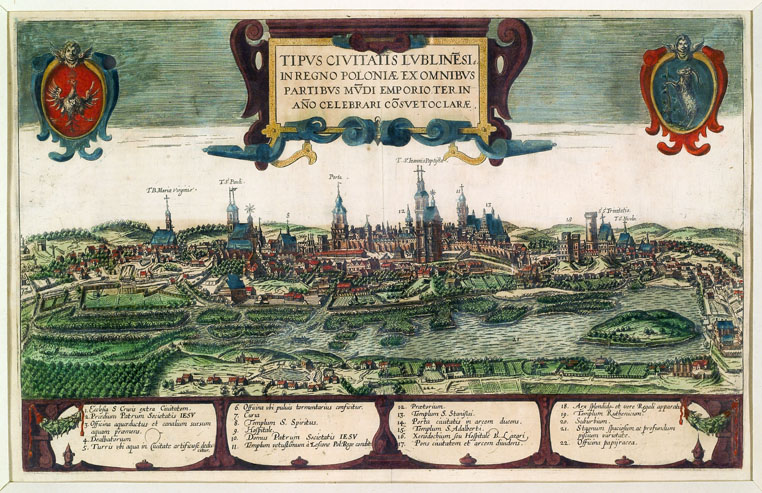
Lublino nel XVII secolo

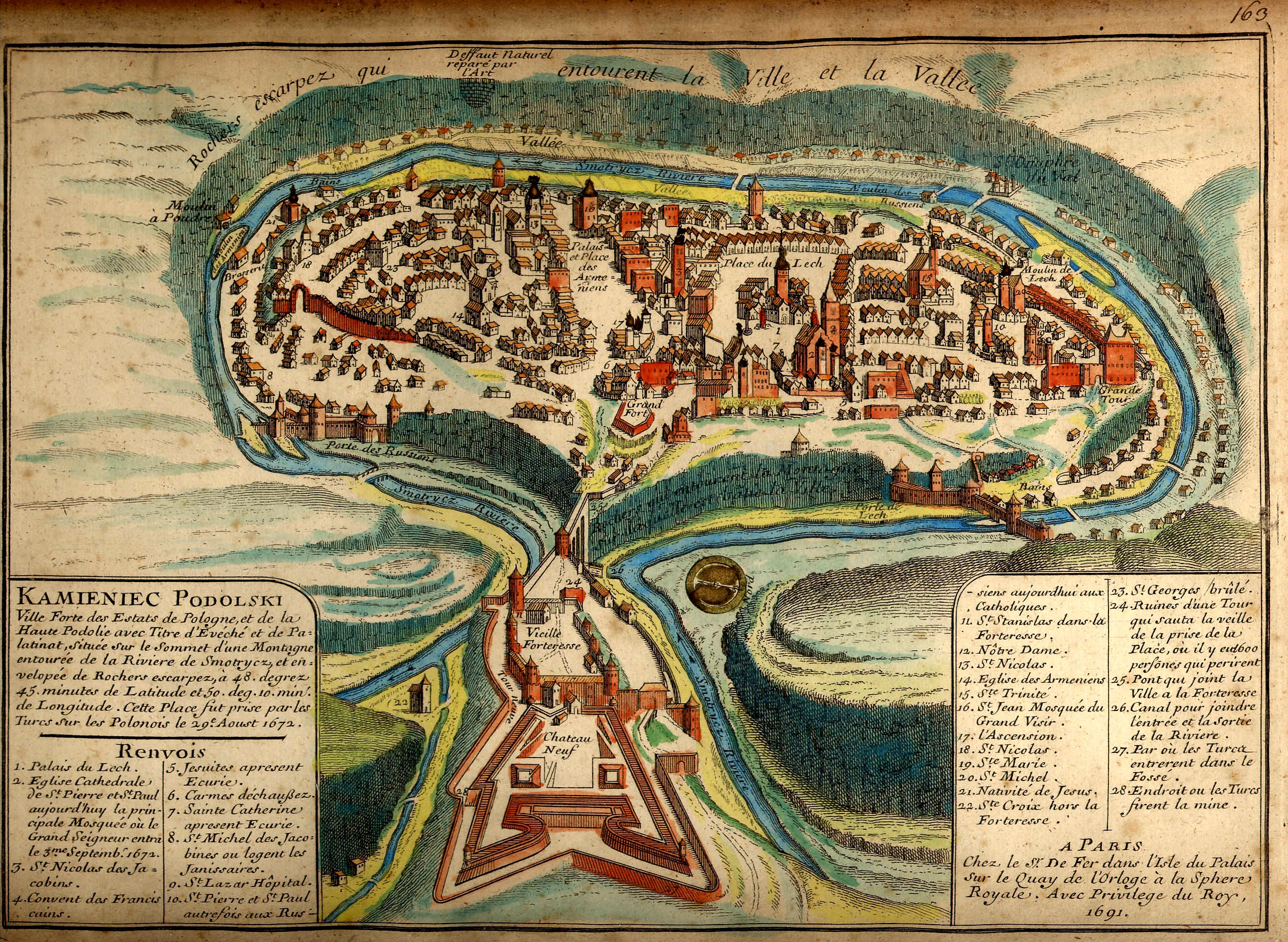
Kamianets-Podilskyi nel XVII secolo

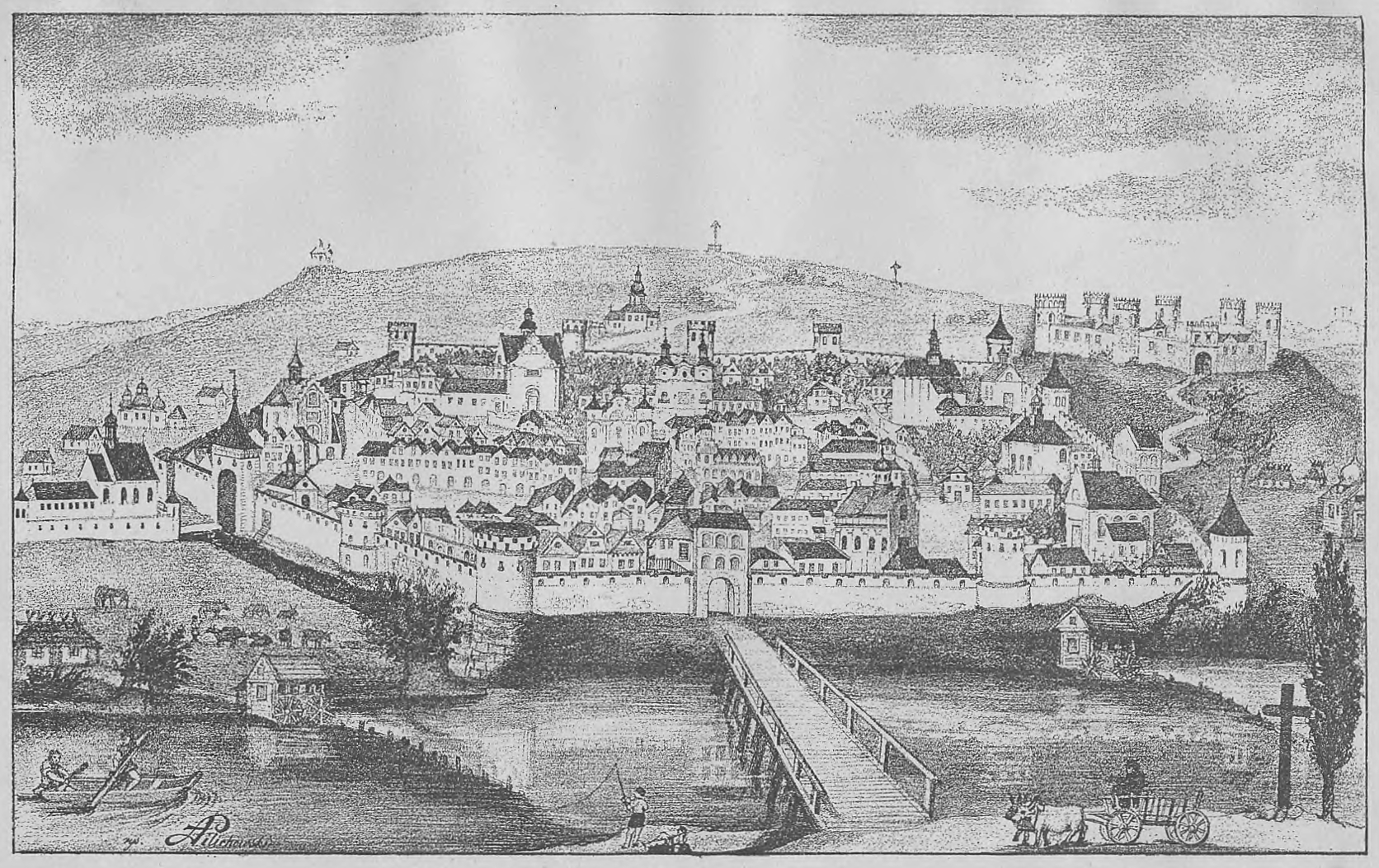
Przemyśl nel XVII secolo

Sandomierz nel XVII secolo

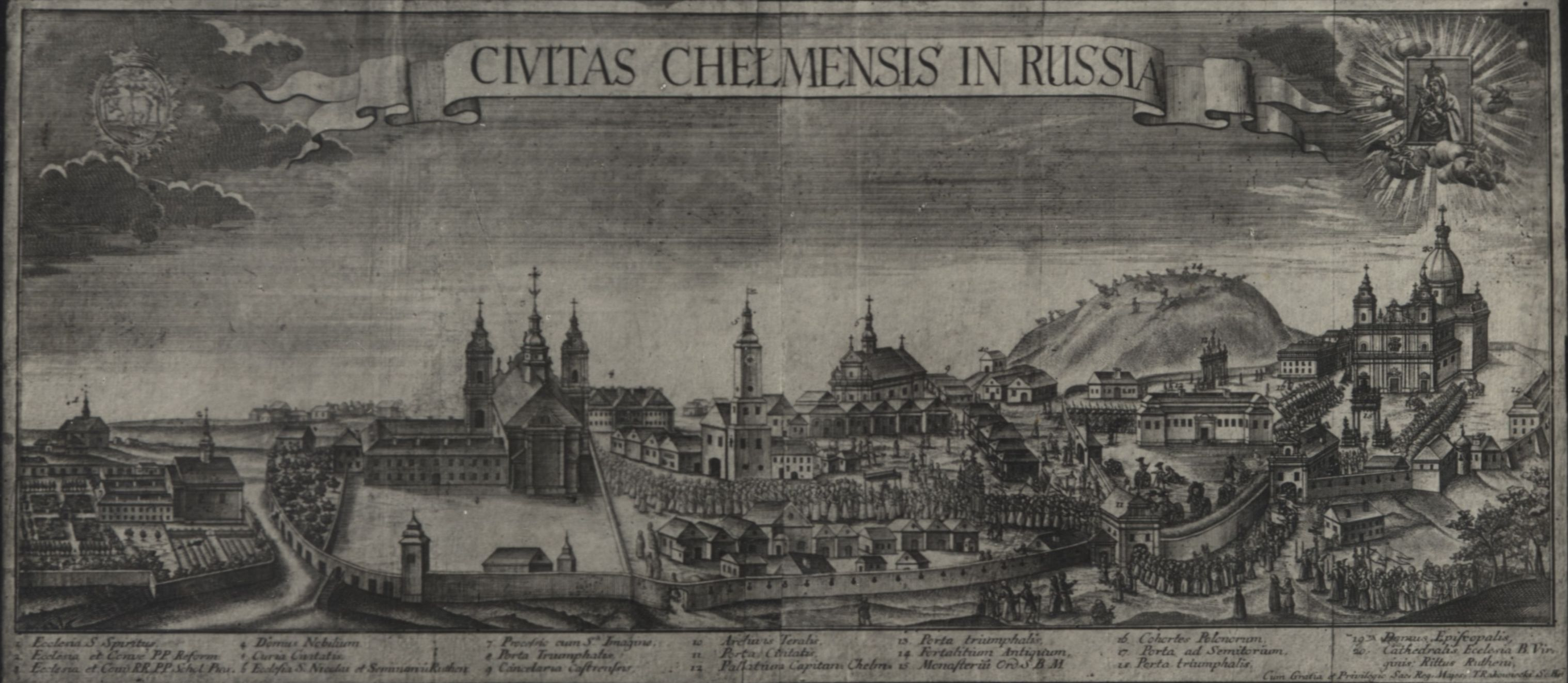
Chełm nel XVIII secolo

Biecz nel XVII secolo

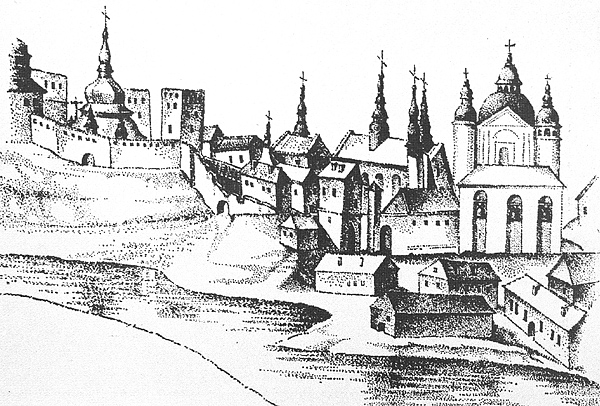
Lutsk nel XVIII secolo

- Augustów
- Bar (oggi in Ucraina)
- Belz (oggi in Ucraina)
- Berezan' (oggi in Ucraina)
- Będzin
- Bila Cerkva (oggi in Ucraina)
- Biecz
- Bielsk
- Bobrovycja (oggi in Ucraina)
- Bohuslav (oggi in Ucraina)
- Braclav (oggi in Ucraina)
- Brańsk
- Bus'k (oggi in Ucraina)
- Chełm
- Chęciny
- Chmielnik
- Chmil'nyk (oggi in Ucraina)
- Čyhyryn (oggi in Ucraina)
- Čerkasy (oggi in Ucraina)
- Červonogrod (oggi in Ucraina)
- Częstochowa
- Dobrotvir (oggi in Ucraina)
- Drohiczyn
- Dubienka
- Goniądz
- Grabowiec
- Grybów
- Hajsyn (oggi in Ucraina)
- Horodło
- Jahotyn (oggi in Ucraina)
- Jaltuškiv (oggi in Ucraina)
- Kam"janec'-Podil's'kyj (oggi in Ucraina)
- Kaniv (oggi in Ucraina)
- Kazimierz
- Kazimierz Dolny
- Kęty
- Kiev (oggi in Ucraina)
- Kleparz
- Kleszczele
- Kłobuck
- Knyszyn
- Korsun' (oggi in Ucraina)
- Koszyce
- Kovel' (oggi in Ucraina)
- Kozienice
- Cracovia
- Krasnystaw
- Kremenec' (oggi in Ucraina)
- Krzepice
- Lanckorona
- Letyčiv (oggi in Ucraina)
- Lelów
- Leżajsk
- Lityn (oggi in Ucraina)
- Lubaczów
- Liubech (oggi in Ucraina)
- Lublino
- Liuboml (oggi in Ucraina)
- Leopoli (oggi in Ucraina)
- Łosice
- Luc'k (oggi in Ucraina)
- Łuków
- Małogoszcz
- Mielnik
- Mostys'ka (oggi in Ucraina)
- Myljanovyči (oggi in Ucraina)
- Myrhorod (oggi in Ucraina)
- Narew
- Nova Ušycja (oggi in Ucraina)
- Nowy Korczyn
- Nowy Sącz
- Nowy Targ
- Olkusz
- Olsztyn
- Opoczno
- Ostër (oggi in Ucraina)
- Oświęcim
- Ovruč (oggi in Ucraina)
- Parczew
- Perejaslav (oggi in Ucraina)
- Pierzchnica
- Pilzno
- Piwniczna
- Podgórze
- Połaniec
- Potelyč (oggi in Ucraina)
- Proskuriv (oggi in Ucraina)
- Proszowice
- Przedbórz
- Przemyśl
- Radom
- Radoszyce
- Rajgród
- Ratne (oggi in Ucraina)
- Rohatyn (oggi in Ucraina)
- Ropczyce
- Sambir (oggi in Ucraina)
- Sandomierz
- Sanok
- Ščurovyči (oggi in Ucraina)
- Słomniki
- Smotryč (oggi in Ucraina)
- Sokal' (oggi in Ucraina)
- Solec nad Wisłą
- Stebliv (oggi in Ucraina)
- Stężyca
- Stopnica
- Stojaniv (oggi in Ucraina)
- Staryj Sambir (oggi in Ucraina)
- Stryj (oggi in Ucraina)
- Suraż
- Svunjuchi (oggi in Ucraina)
- Szydłów
- Trakhtemyriv (oggi in Ucraina)
- Tykocin
- Tymbark
- Tyszowce
- Ulaniv (oggi in Ucraina)
- Urzędów
- Uście Solne
- Velyki Mosty (oggi in Ucraina)
- Vinnycja (oggi in Ucraina)
- Volodymyr (oggi in Ucraina)
- Vyšnivka (oggi in Ucraina)
- Wąwolnica
- Wieliczka
- Wiślica
- Wolbrom
- Zbuczyn
- Žydačiv (oggi in Ucraina)
- Žytomyr (oggi in Ucraina)
- Zvenyhorodka (oggi in Ucraina)
- Zwoleń

### Granducato di Lituania
- Adelsk (oggi in Bielorussia)
- Astryna (oggi in Bielorussia)
- Azaryčy (oggi in Bielorussia)
- Azëry (oggi in Bielorussia)
- Berżniki (oggi in Polonia)
- Babrujsk (oggi in Bielorussia)
- Braslaŭ (oggi in Bielorussia)
- Brėst (oggi in Bielorussia)
- Čačėrsk (oggi in Bielorussia)
- Čavusy (oggi in Bielorussia)
- Čėrykaŭ (oggi in Bielorussia)
- Druskininkai (oggi in Lituania)
- Drysa (oggi in Bielorussia)
- Drysvjaty (oggi in Bielorussia)
- Dyvin (oggi in Bielorussia)
- Dzisna (oggi in Bielorussia)
- Eišiškės (oggi in Lituania)
- Filipów (oggi in Polonia)
- Homel' (oggi in Bielorussia)
- Hrodna (oggi in Bielorussia)
- Haradnaja (oggi in Bielorussia)
- Hieraniony (oggi in Bielorussia)
- Hoža (oggi in Bielorussia)
- Jałówka (oggi in Polonia)
- Janów (oggi in Polonia)
- Jeleniewo (oggi in Polonia)
- Jurbarkas (oggi in Lituania)
- Kalinkavičy (oggi in Bielorussia)
- Kamenec (oggi in Bielorussia)
- Kaunas (oggi in Lituania)
- Khotsimsk (oggi in Bielorussia)
- Kleck (oggi in Bielorussia)
- Kličaŭ (oggi in Bielorussia)
- Kobryn (oggi in Bielorussia)
- Korycin (oggi in Polonia)
- Krasnapolle (oggi in Bielorussia)
- Krasnopol (oggi in Polonia)
- Krynki (oggi in Polonia)
- Kryčaŭ (oggi in Bielorussia)
- Lahišyn (oggi in Bielorussia)
- Lazdijai (oggi in Lituania)
- Lida (oggi in Bielorussia)
- Lipniški (oggi in Bielorussia)
- Lunna (oggi in Bielorussia)
- Łomazy (oggi in Polonia)
- Maleč (oggi in Bielorussia)
- Masty (oggi in Bielorussia)
- Mazyr (oggi in Bielorussia)
- Milejczyce (oggi in Polonia)
- Minsk (oggi in Bielorussia)
- Mahilëŭ (oggi in Bielorussia)
- Motal' (oggi in Bielorussia)
- Mscibava (oggi in Bielorussia)
- Mscislaŭ (oggi in Bielorussia)
- Mjadzel (oggi in Bielorussia)
- Novy Dvor (oggi in Bielorussia)
- Opsa (oggi in Bielorussia)
- Orša (oggi in Bielorussia)
- Paryy (oggi in Bielorussia)
- Pinsk (oggi in Bielorussia)
- Piszczac (oggi in Polonia)
- Polock (oggi in Bielorussia)
- Porazava (oggi in Bielorussia)
- Prapojsk (oggi in Bielorussia)
- Pružany (oggi in Bielorussia)
- Przerośl (oggi in Polonia)
- Pjerabroddze (oggi in Bielorussia)
- Pryvalki (oggi in Bielorussia)
- Radaškovičy (oggi in Bielorussia)
- Radun' (oggi in Bielorussia)
- Rahačoŭ (oggi in Bielorussia)
- Rėčica (oggi in Bielorussia)
- Šarašova (oggi in Bielorussia)
- Skidzel' (oggi in Bielorussia)
- Sokółka (oggi in Polonia)
- Suchowola (oggi in Polonia)

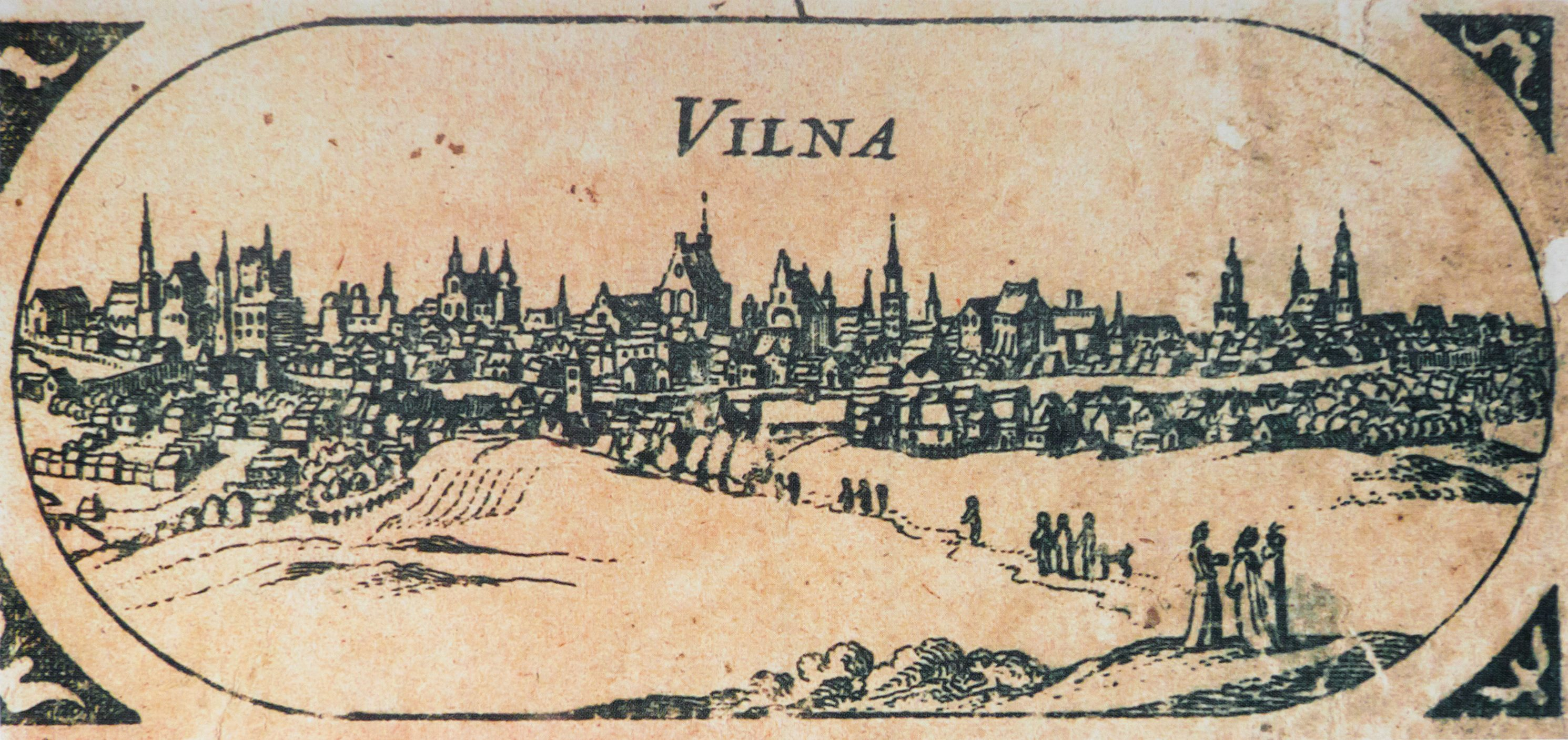
Vilnius nel XVII secolo

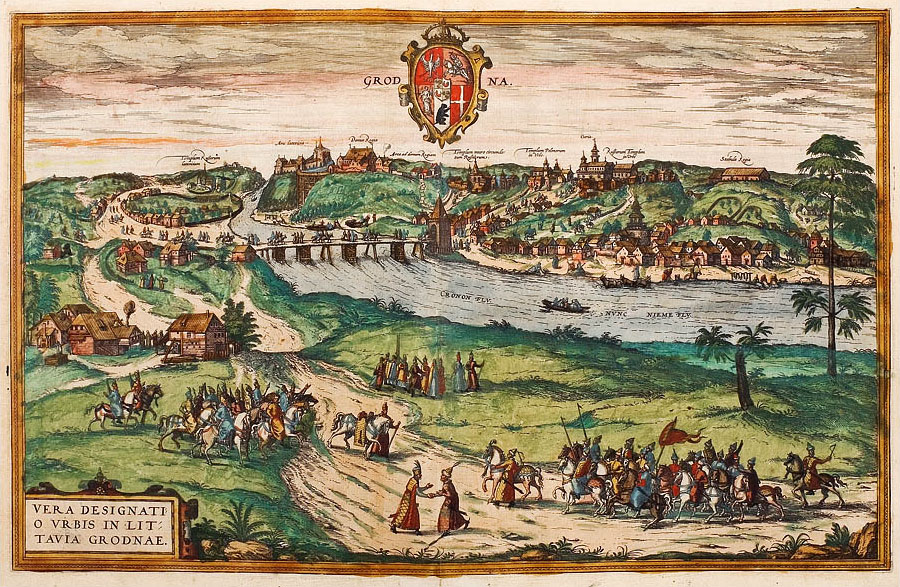
Hrodna nel XVI secolo

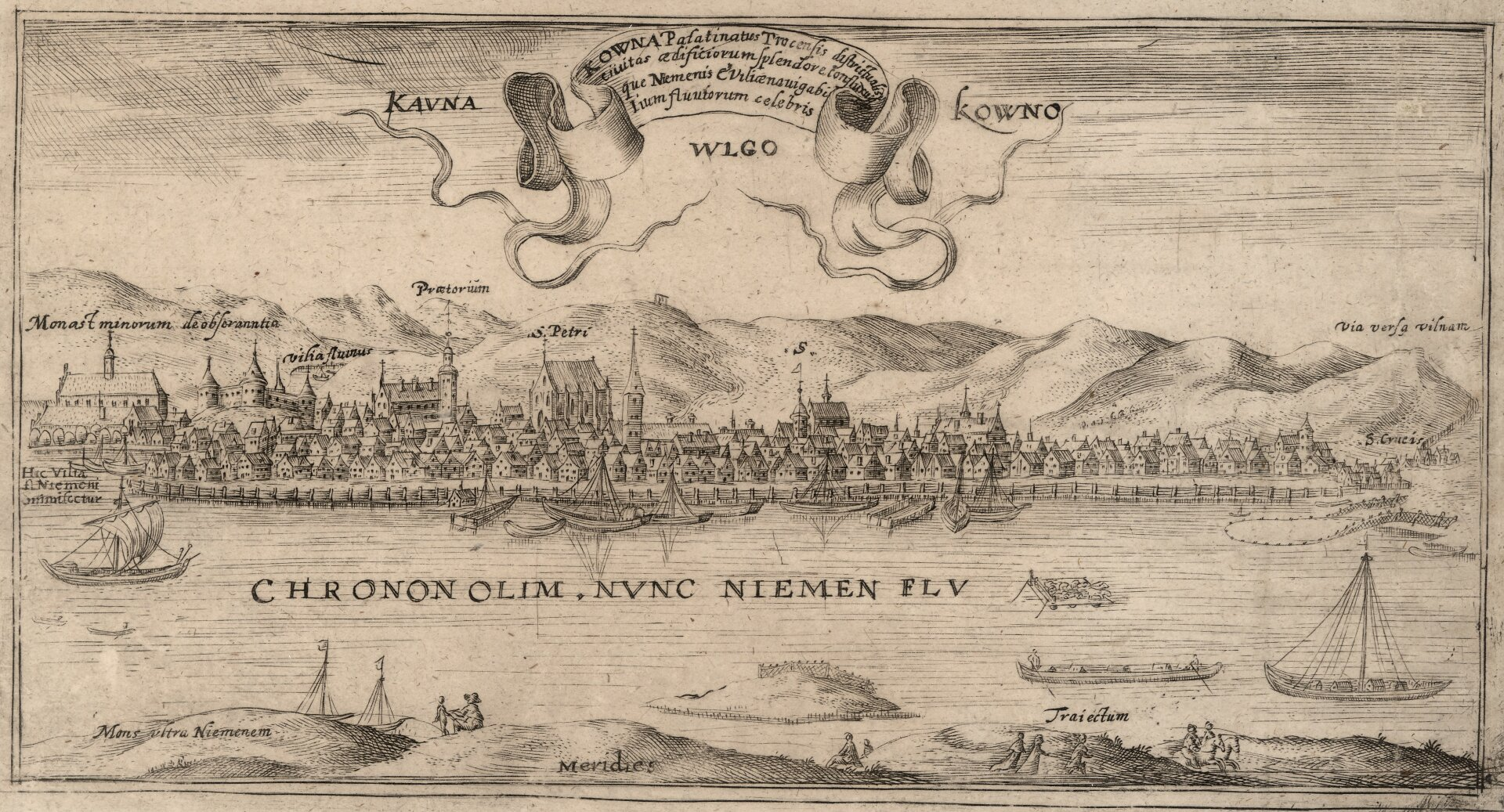
Kaunas nel XVII secolo

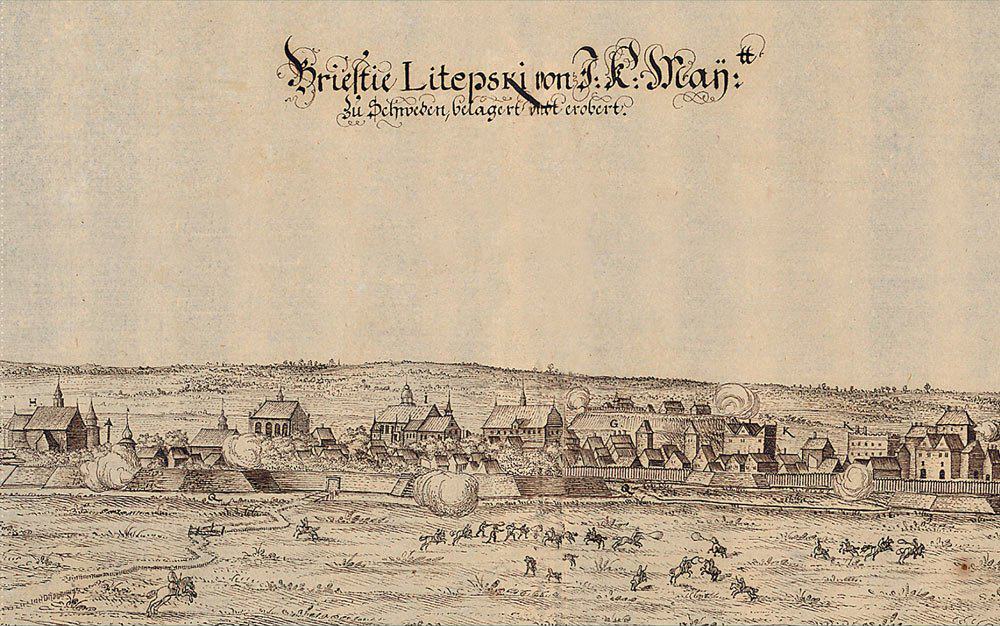
Brest nel XVII secolo

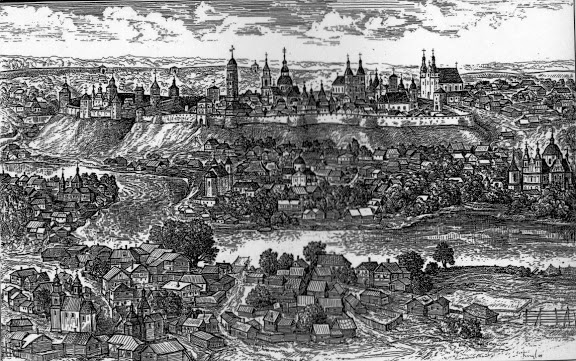
Mogilev nel XVIII secolo

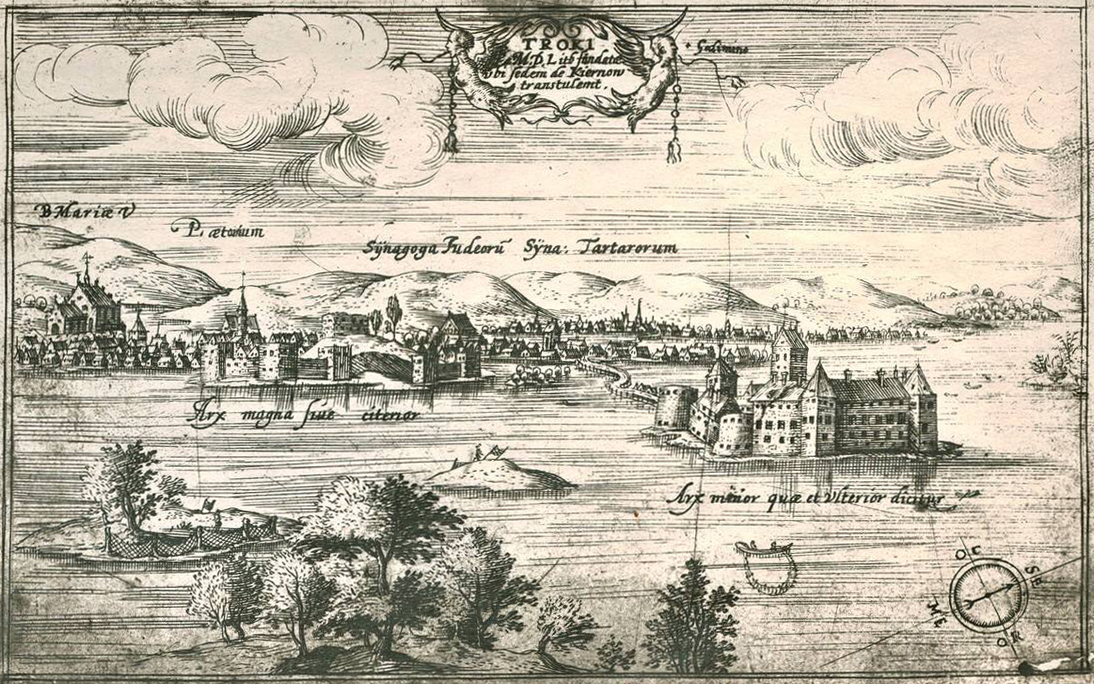
Trakai nel XVII secolo

- Surazh, Voivodato di Vicebsk (oggi in Bielorussia)
- Szczebra (oggi in Polonia)
- Šventoji (oggi in Lituania)
- Traby (oggi in Bielorussia)
- Trakai (oggi in Lituania)
- Usvjaty (oggi in Russia)
- Vasiliški (oggi in Bielorussia)
- Vaŭkavysk (oggi in Bielorussia)
- Veliž (oggi in Russia)
- Vilnius (oggi in Lituania)
- Virbalis (oggi in Lituania)
- Vištytis (oggi in Lituania)
- Vicebsk (oggi in Bielorussia)
- Vladislavovas (oggi in Lituania)
- Voŭpa (oggi in Bielorussia)
- Wasilków (oggi in Polonia)
- Wiżajny (oggi in Polonia)
- Wohyń (oggi in Polonia)

## Castelli e residenze reali
Esempi di castelli e residenze reali:

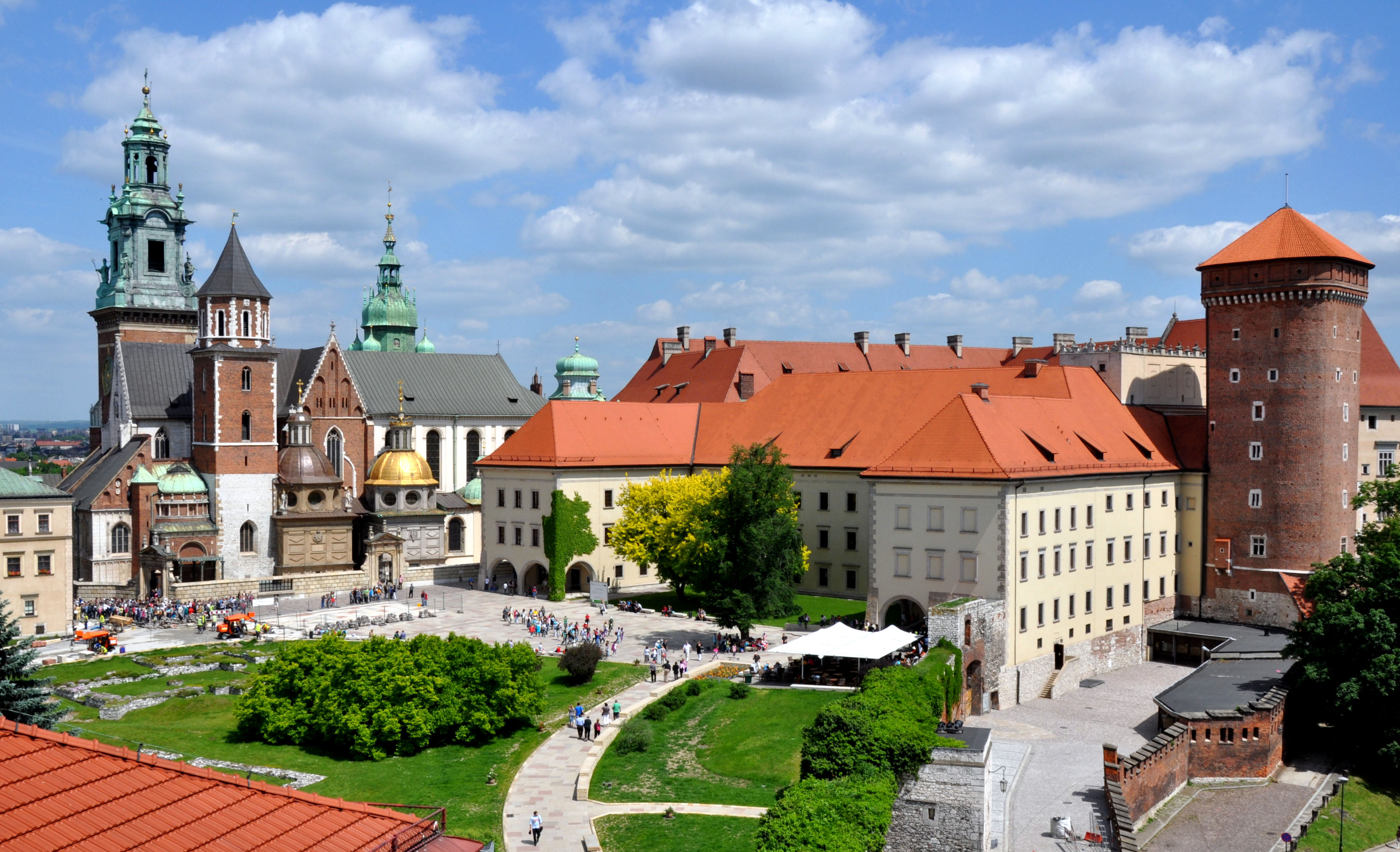
Castello di Wawel, Cracovia (Patrimonio UNESCO)
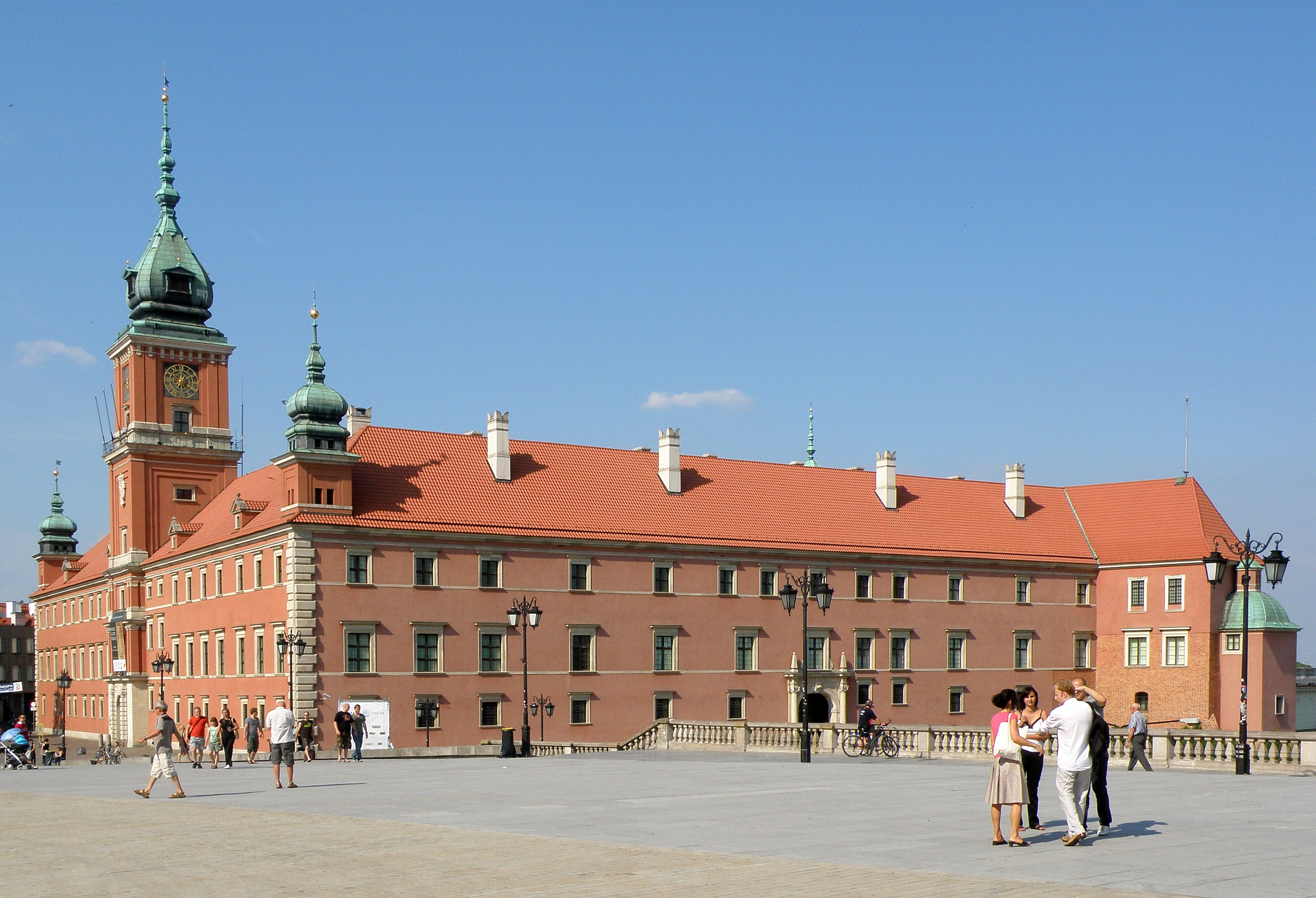
Castello Reale di Varsavia (Patrimonio UNESCO)
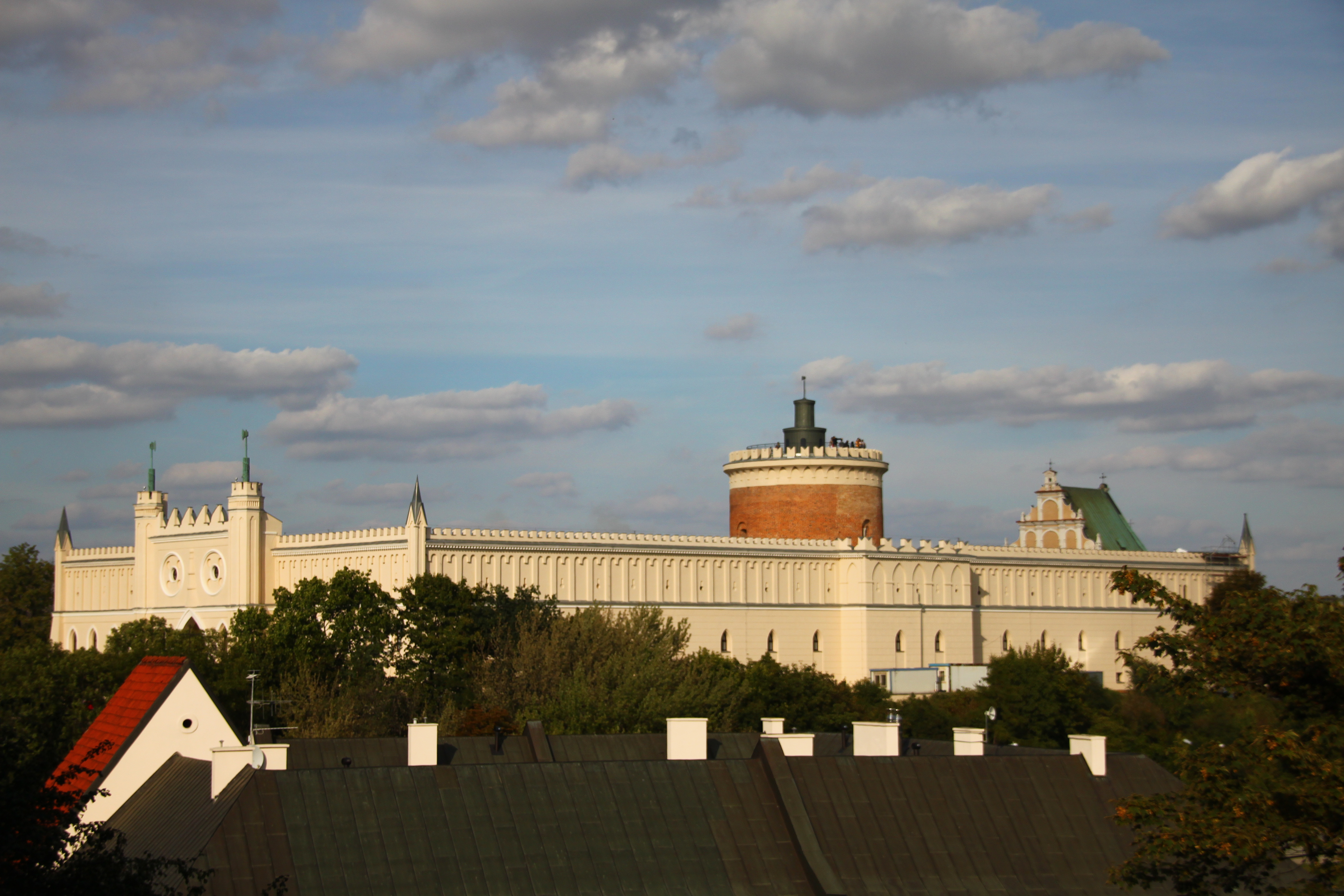
Castello di Lublino
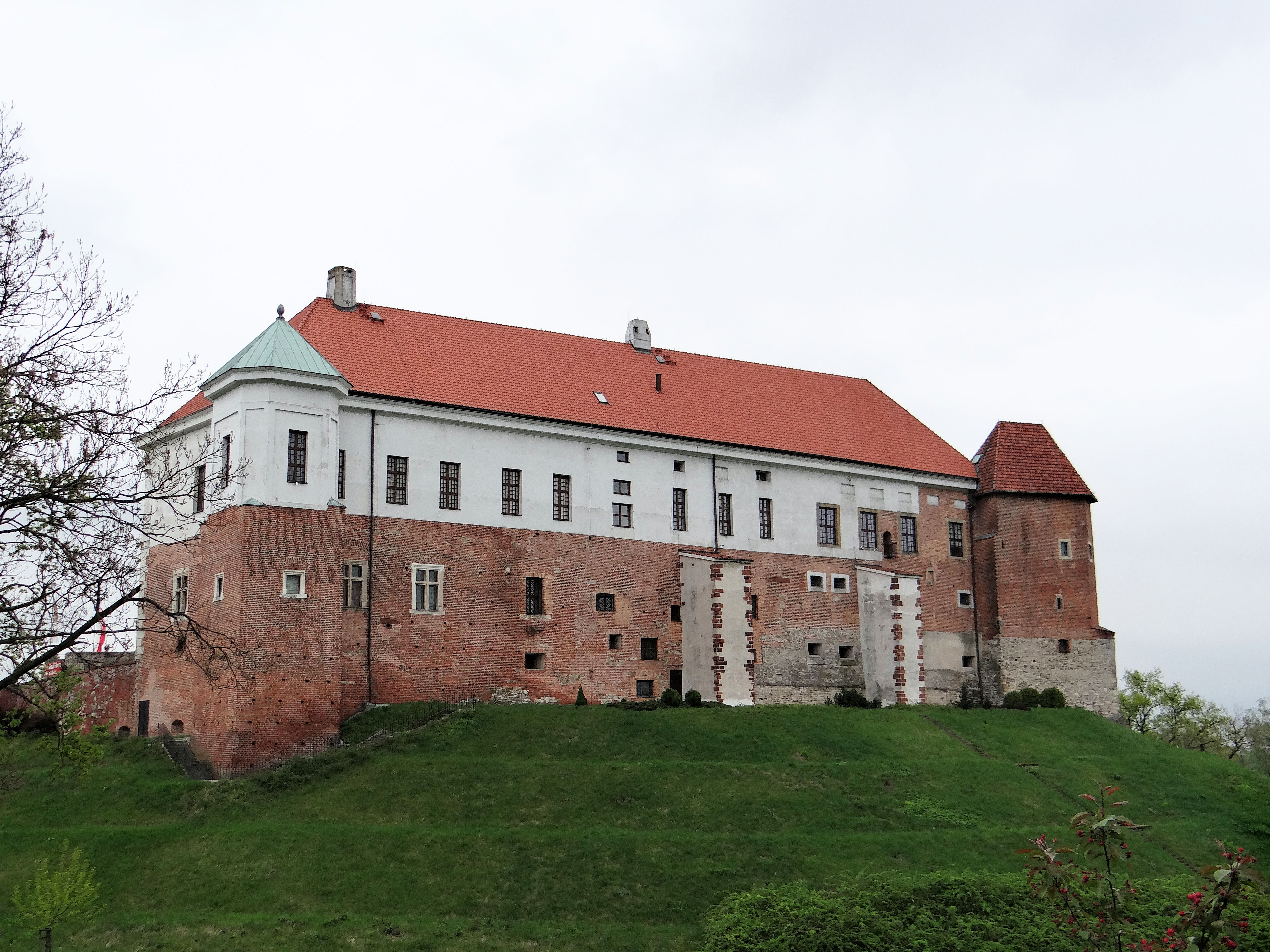
Castello reale di Sandomierz
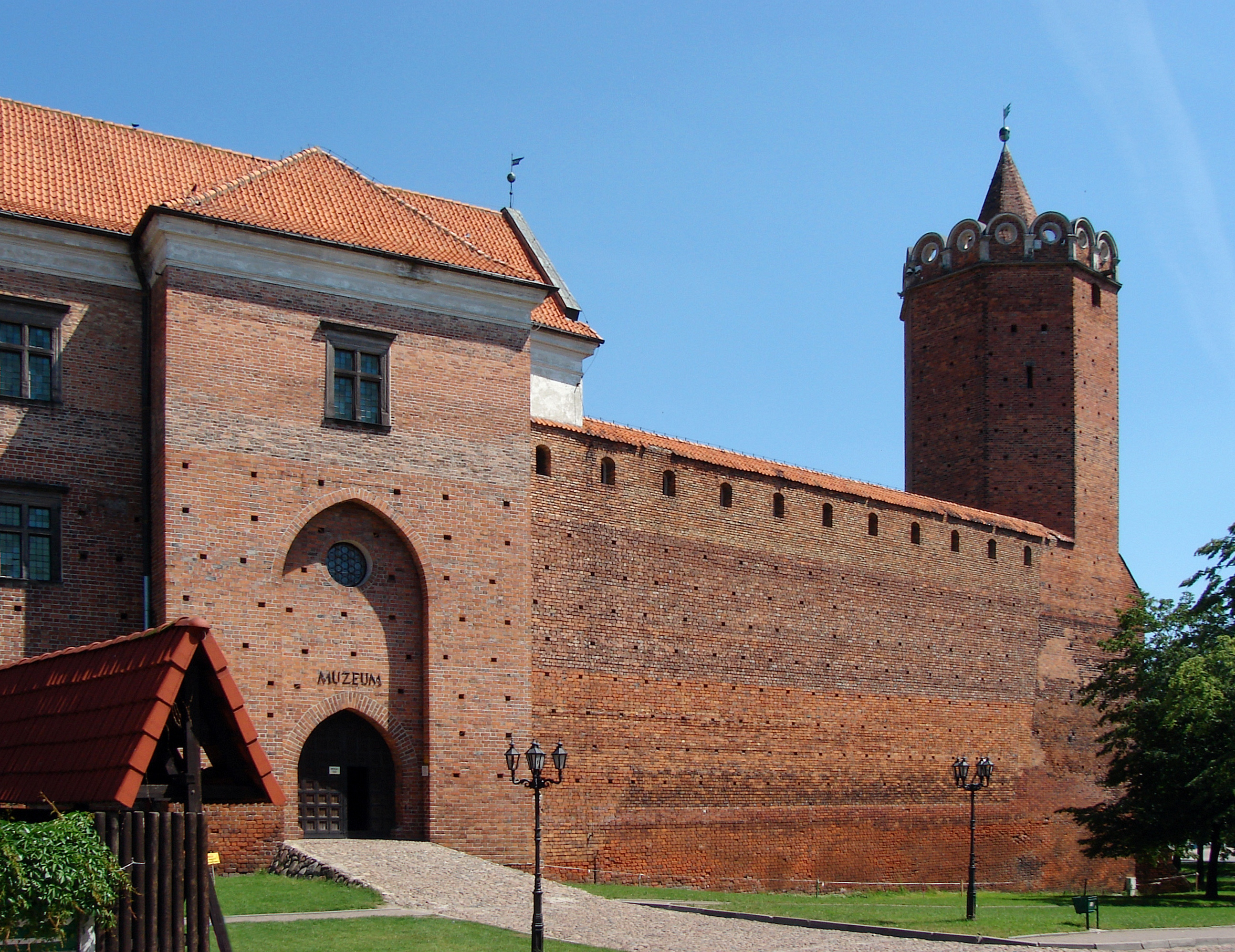
Castello di Łęczyca
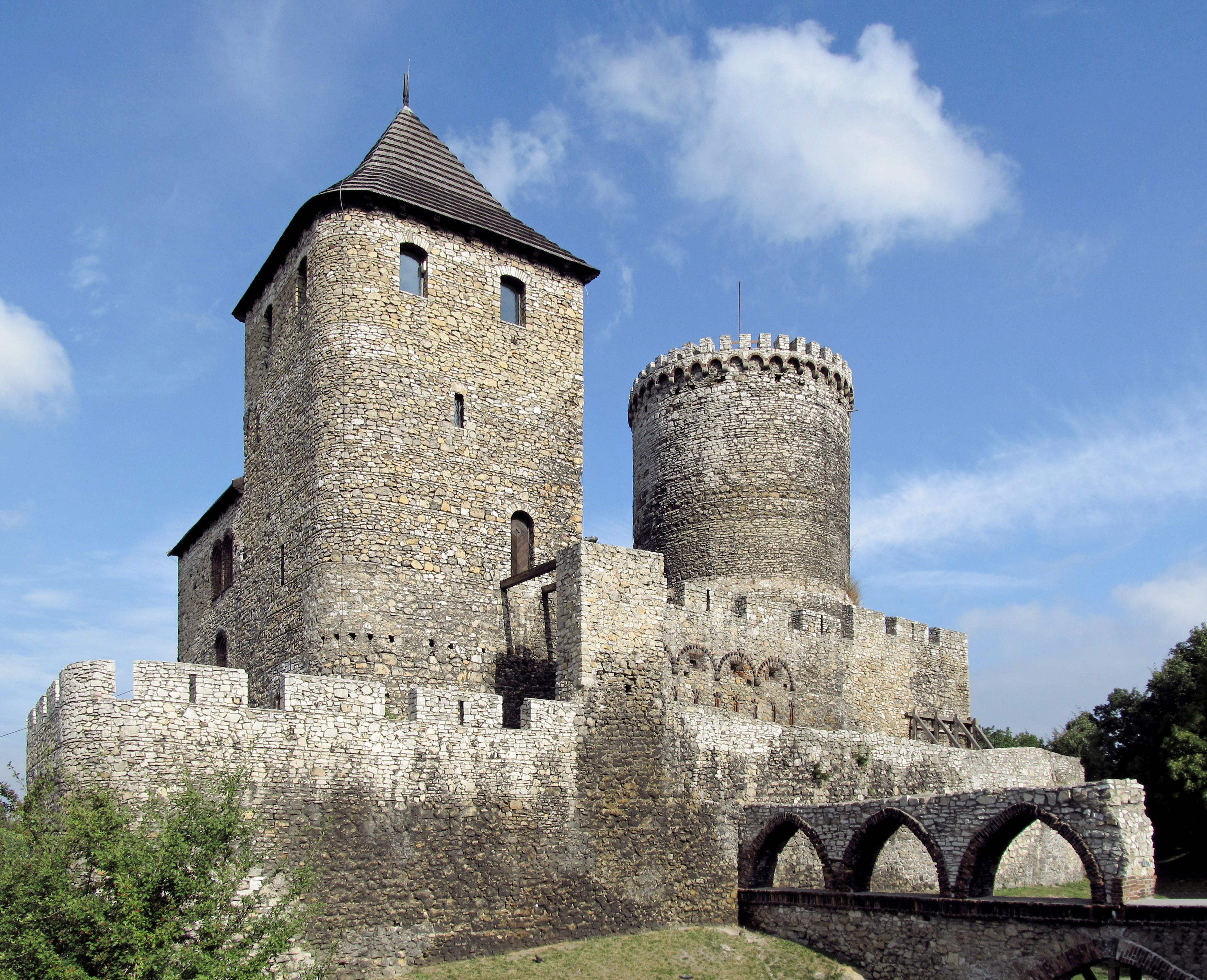
Castello di Będzin
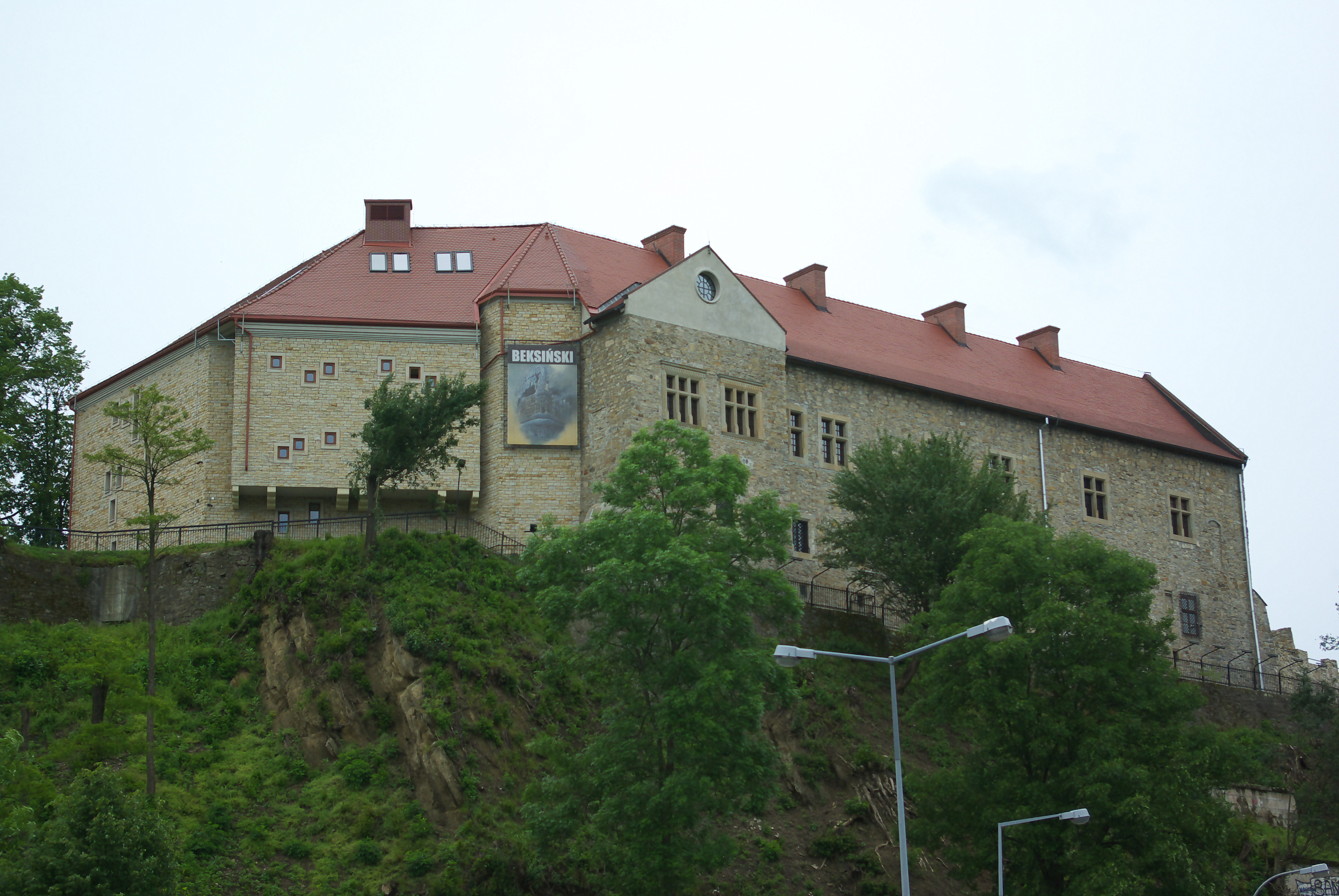
Castello di Sanok
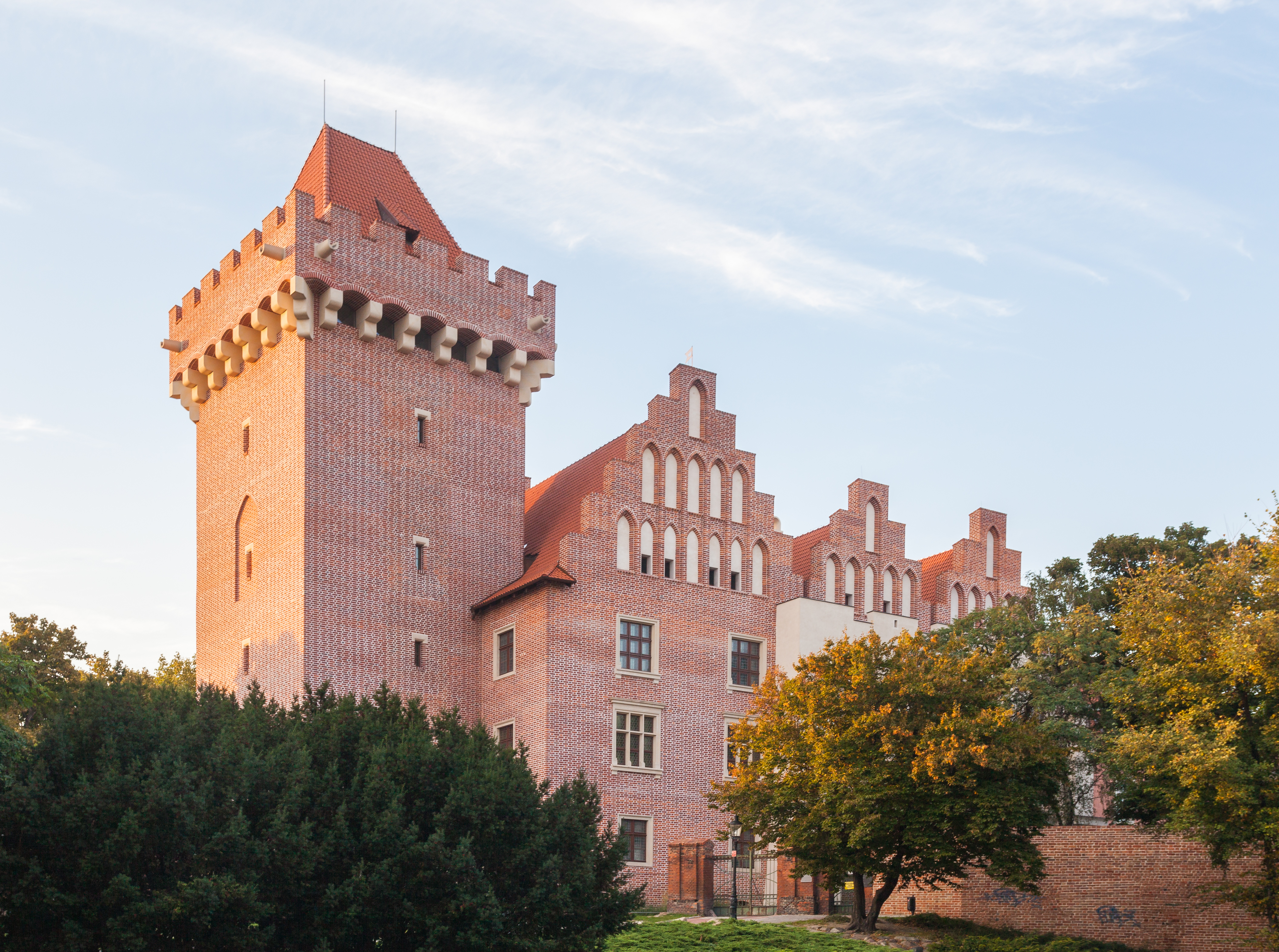
Castello di Poznań
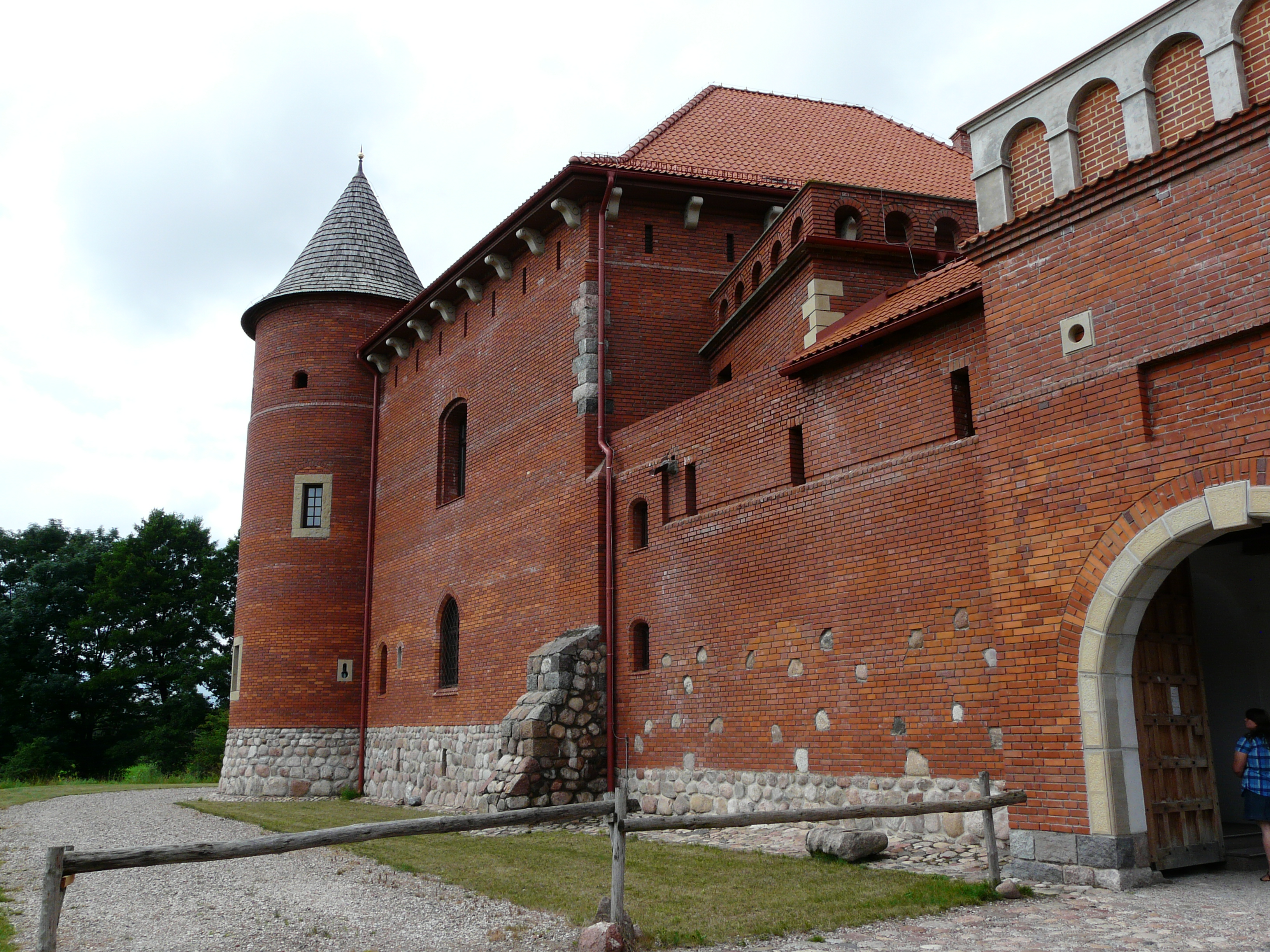
Castello di Tykocin
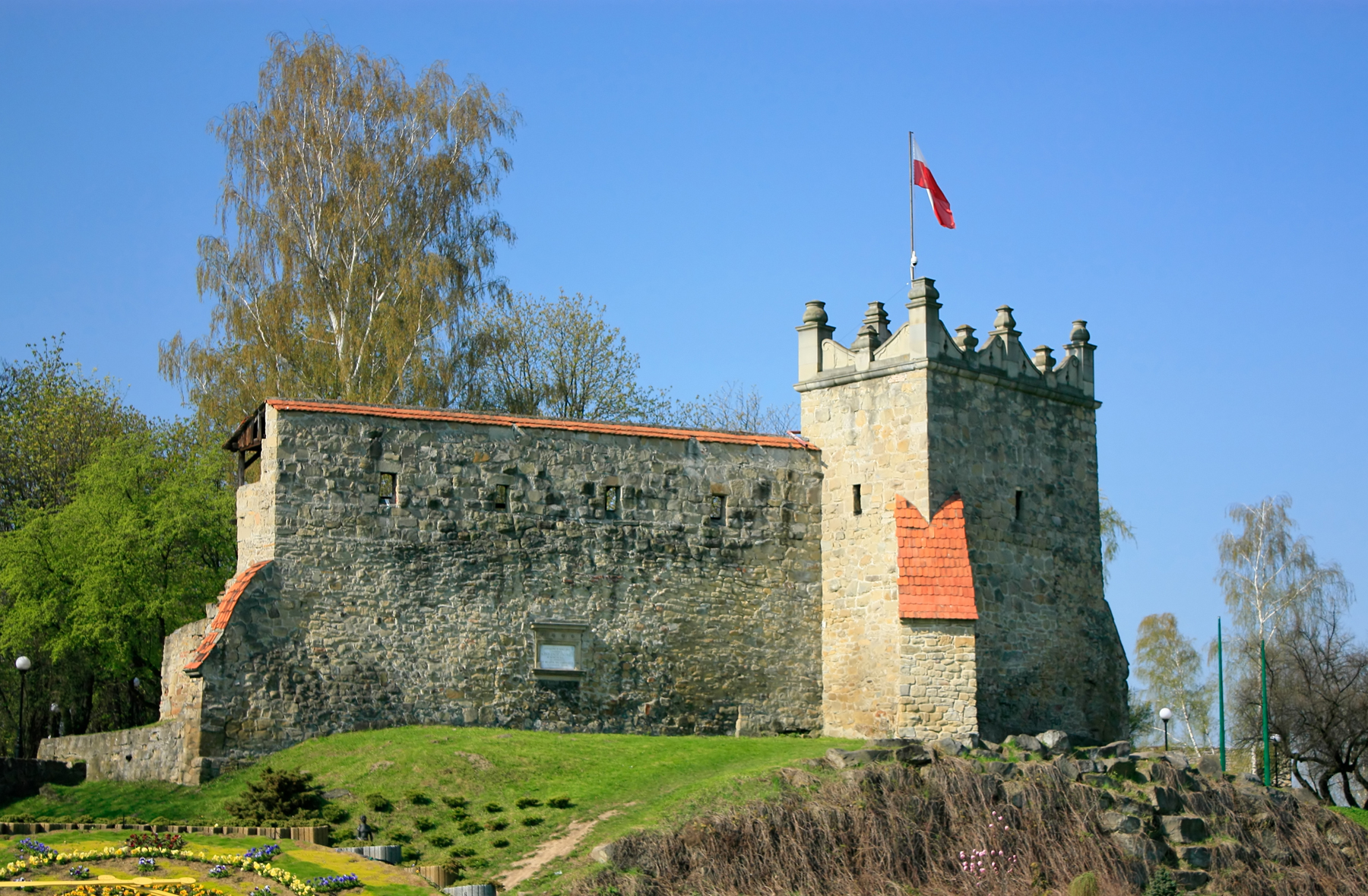
Resti del Castello di Nowy Sącz
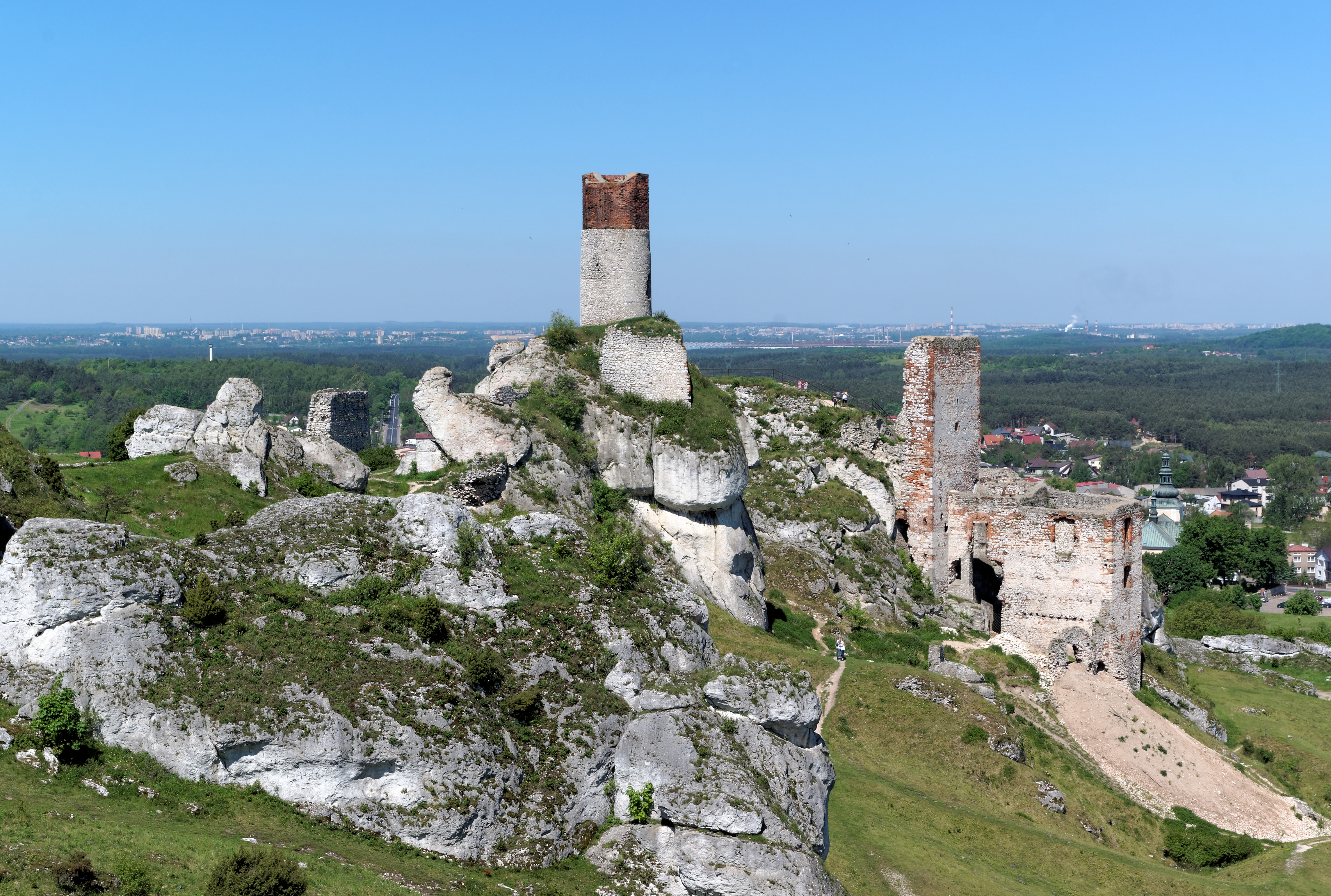
Resti del Castello di Olsztyn
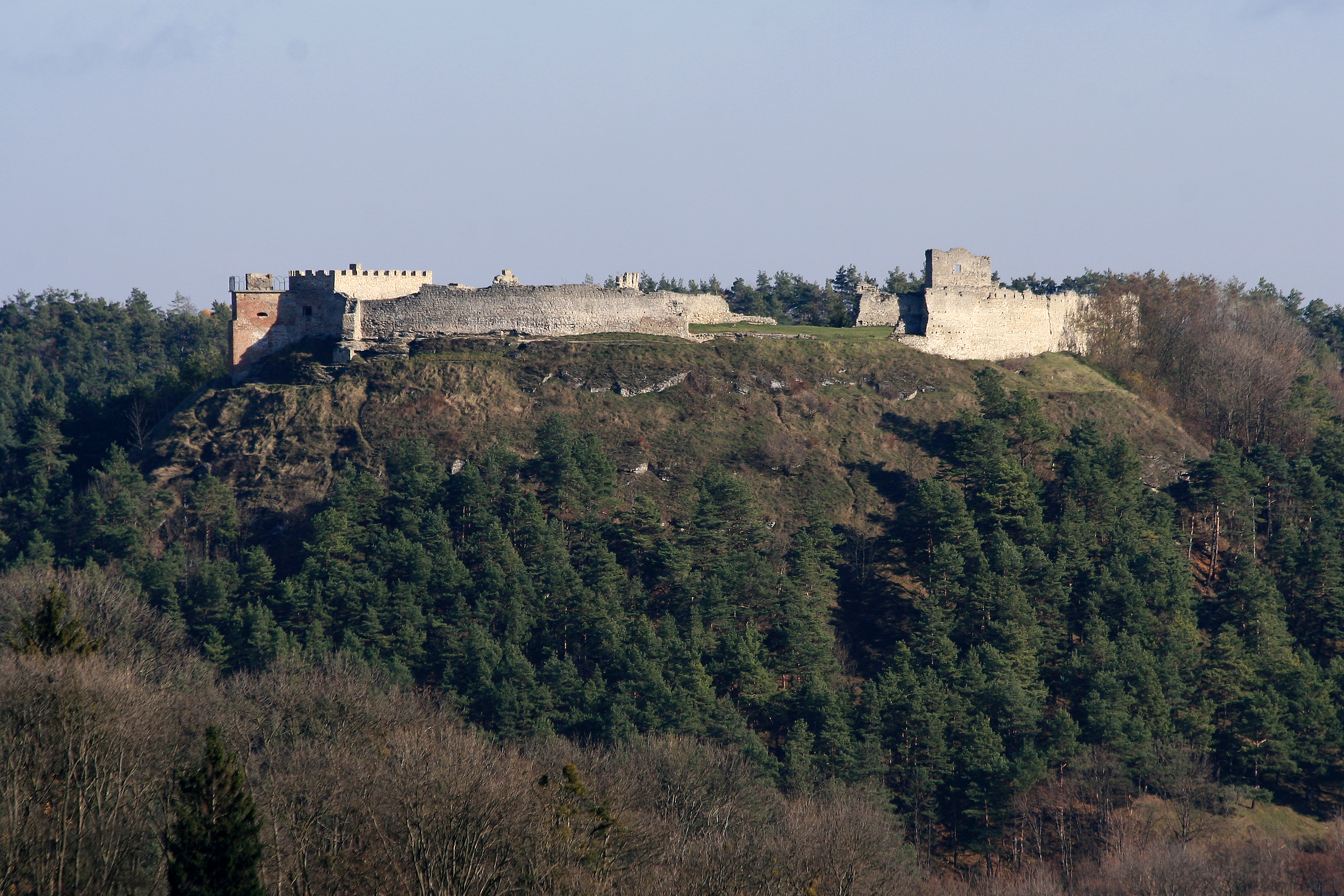
Resti del Castello di Kremenec'
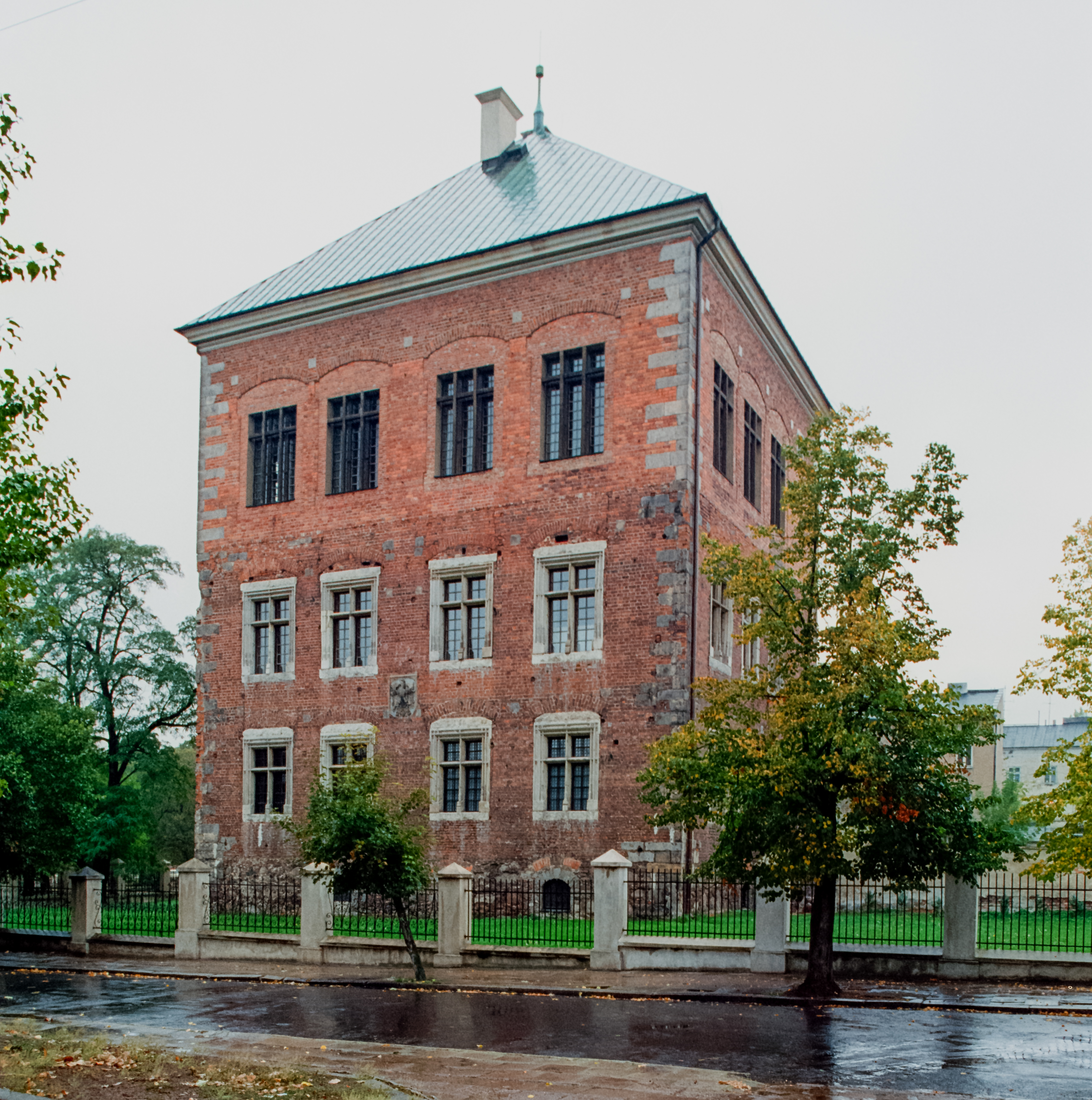
Castello di Piotrków Trybunalski
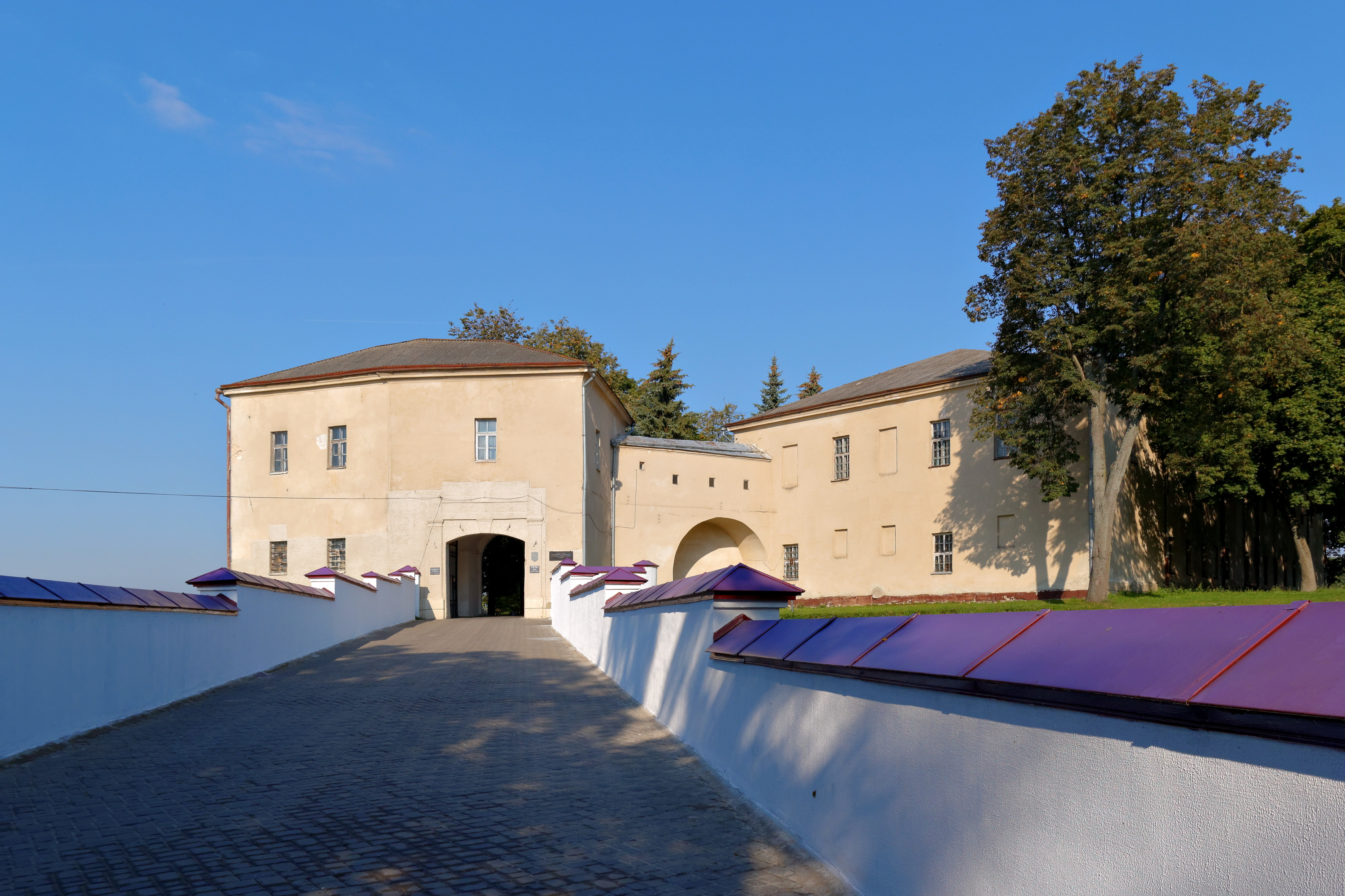
Antico Castello di Hrodna
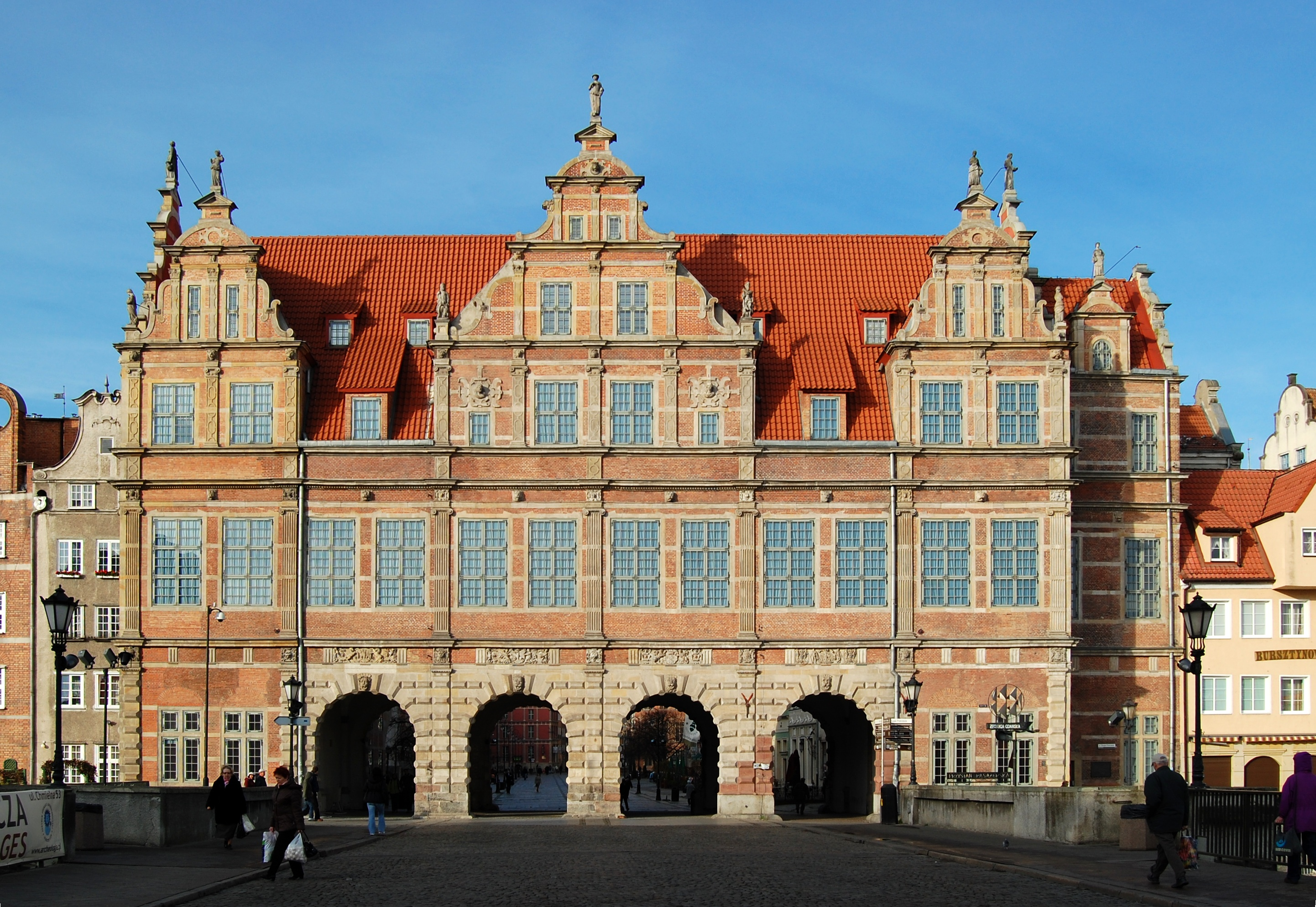
Porta Verde, Danzica